# Richmond WCT 1977 - Doppio
Il doppio del torneo di tennis Richmond WCT 1977, facente parte della categoria World Championship Tennis, ha avuto come vincitori Wojciech Fibak e Tom Okker che hanno battuto in finale Ross Case e Tony Roche con il punteggio di 6–4, 6–4.

## Teste di serie
1. Ross Case /  Tony Roche (finale)

## Tabellone

### Legenda
| - Q = Qualificato - WC = Wild card - LL = Lucky loser | - ALT = Alternate - SE = Special Exempt - PR = Protected Ranking | - w/o = Walkover - r = Ritirato - d = Squalificato |

|  | Quarti di finale              | Quarti di finale              | Quarti di finale              | Quarti di finale | Quarti di finale |  |  | Semifinali                   | Semifinali                   | Semifinali                   | Semifinali               | Semifinali               |   |   | Finale               | Finale               | Finale               | Finale | Finale |  |
|  |                               |                               |                               |                  |                  |  |  |                              |                              |                              |                          |                          |   |   |                      |                      |                      |        |        |  |
|  | 1                             | Ross Case Tony Roche          | 3                             | 7                | 7                |  |  |                              |                              |                              |                          |                          |   |   |                      |                      |                      |        |        |  |
|  |                               | Ilie Năstase Adriano Panatta  | 6                             | 6                | 5                |  |  | Ross Case Tony Roche         | Ross Case Tony Roche         | Ross Case Tony Roche         | 7                        | 6                        |   |   |                      |                      |                      |        |        |  |
|  | Jan Kodeš Manuel Orantes      | Jan Kodeš Manuel Orantes      | Jan Kodeš Manuel Orantes      | 6                | 7                |  |  | Jan Kodeš Manuel Orantes     | Jan Kodeš Manuel Orantes     | Jan Kodeš Manuel Orantes     | 6                        | 1                        |   |   |                      |                      |                      |        |        |  |
|  | Corrado Barazzutti Onny Parun | Corrado Barazzutti Onny Parun | Corrado Barazzutti Onny Parun | 2                | 6                |  |  |                              |                              |                              |                          |                          |   |   | Ross Case Tony Roche | Ross Case Tony Roche | Ross Case Tony Roche | 4      | 4      |  |
|  | Vijay Amritraj Dick Stockton  | Vijay Amritraj Dick Stockton  | Vijay Amritraj Dick Stockton  | 6                | 6                |  |  |                              |                              | Wojciech Fibak Tom Okker     | Wojciech Fibak Tom Okker | Wojciech Fibak Tom Okker | 6 | 6 |                      |                      |                      |        |        |  |
|  | Vitas Gerulaitis Grover Reid  | Vitas Gerulaitis Grover Reid  | Vitas Gerulaitis Grover Reid  | 3                | 4                |  |  | Vijay Amritraj Dick Stockton | Vijay Amritraj Dick Stockton | Vijay Amritraj Dick Stockton | 3                        | 4                        |   |   |                      |                      |                      |        |        |  |
|  | 2                             | Wojciech Fibak Tom Okker      | Wojciech Fibak Tom Okker      | 6                | 7                |  |  | Wojciech Fibak Tom Okker     | Wojciech Fibak Tom Okker     | Wojciech Fibak Tom Okker     | 6                        | 6                        |   |   |                      |                      |                      |        |        |  |
|  |                               | John Alexander Cliff Drysdale | John Alexander Cliff Drysdale | 4                | 6                |  |  |                              |                              |                              |                          |                          |   |   |                      |                      |                      |        |        |  |